# Eylon Almog
Eylon Haim Almog (hebräisch אילון חיים אלמוג; * 8. Januar 1999 in Nes Ziona) ist ein israelisch-portugiesischer Fußballspieler.

## Karriere

### Verein
Der in Nes Ziona geborene Eylon Almog begann 2008 seine fußballerische Ausbildung bei der lokalen Sekzia Nes Ziona, von dort es ihn bereits ein Jahr später in die Jugendakademie von Hapoel Tel Aviv weiterzog. Dort hielt es ihn drei Jahre und anschließend wechselte er in den Nachwuchs des Erzrivalen Maccabi Tel Aviv, wo er im Verlauf der Saison 2015/16 erstmals in die erste Mannschaft befördert wurde. Sein Pflichtspieldebüt im Profifußball gab er am 2. März 2016 beim 2:0-Pokalsieg gegen Hapoel Kfar Saba, bei dem er startete, aber bereits in der 62. Spielminute für Eran Zahavi ausgewechselt wurde. Dieser Einsatz blieb vorerst sein Einziger für Maccabi Tel Aviv. Erst in der Spielzeit 2017/18 wurde er wieder in zwei Pokalspielen eingesetzt, kam dabei aber nicht über die Rolle als Einwechselspieler in der Schlussphase hinaus.
Um Spielpraxis zu sammeln, wechselte Almog zur darauffolgenden Saison 2018/19 auf Leihbasis zum Zweitligisten Beitar Tel Aviv Ramla. Am 23. August 2018 (1. Spieltag) bestritt er bei der 0:1-Auswärtsniederlage gegen Hapoel Jerusalem sein erstes Spiel in einer professionellen israelischen Spielklasse. Er etablierte sich rasch als Stammkraft und am 18. Oktober (8. Spieltag) gelang ihm beim 1:1-Unentschieden gegen Hapoel Petach Tikwa sein erstes Ligator. Nachdem er bei Beitar mit sechs Torerfolgen in 19 Ligaeinsätzen überzeugen konnte, beorderte ihn Maccabi Tel Aviv Ende Januar 2019 zurück, verlieh ihn aber umgehend an den Erstligisten Hapoel Hadera weiter. Bereits in seinem Ligadebüt am 2. Februar (21. Spieltag) konnte er zum 3:2-Auswärtssieg gegen den MS Aschdod einen Treffer beisteuern. Auch bei den Shulem Schwarz galt er schnell als Stammspieler und ihm gelangen in der Spielzeit 2018/19 in 16 Ligaeinsätzen zwei Tore und drei Vorlagen.
Bei Maccabi Tel Aviv wurde er zu Beginn der nächsten Saison 2019/20 nur sporadisch eingesetzt. Dies änderte sich am 4. Dezember 2019 (12. Spieltag), als er beim 3:0-Derbysieg gegen Hapoel Tel Aviv nach seiner Einwechslung in der Schlussphase sein erstes Tor für Maccabi erzielte. Ab diesem Zeitpunkt steigerte sich seine Einsatzzeit, er blieb jedoch vorerst weiterhin nur Einwechselspieler. Erst in der Meisterrunde startete er regelmäßig, welche für den Verein mit dem Gewinn des Titels endete. Er beendete die Spielzeit mit vier Toren und drei Assists, welche er in 21 Ligaeinsätzen sammeln konnte. In der Saison 2020/21 kam er zu 27 Einsätzen in der höchsten Spielklasse und machte dabei zwei Tore. In der Saison 2021/22 war er in 22 Partien in der Ligat ha’Al im Einsatz.
Im August 2022 wurde Almog ein drittes Mal verliehen, diesmal an den österreichischen Bundesligisten TSV Hartberg. Für Hartberg kam er bis zur Winterpause zu neun Einsätzen in der Bundesliga, in denen er ein Tor erzielte. Im Februar 2023 wurde sein Leihvertrag allerdings vorzeitig beendet. Im darauffolgenden Sommer wechselte er innerhalb der israelischen Liga von Tel Aviv nach Be'er Scheva.

### Nationalmannschaft
Almog spielte für Israel in diversen Juniorenauswahlen. Seit Mai 2018 ist er für die israelische U21-Nationalmannschaft aktiv.

## Erfolge
- Israelischer Meister: 2019/20